# Panamintchipmunk
De panamintchipmunk (Neotamias panamintinus) is een zoogdier uit de familie van de eekhoorns (Sciuridae). De wetenschappelijke naam van de soort werd voor het eerst geldig gepubliceerd door Clinton Hart Merriam in 1893. De soort is vernoemd naar de vindplaats, Johnson Cañon in de Panamint Range in Californië.

## Voorkomen
De soort komt voor in de Verenigde Staten.